# Michel Weber
Michel Weber (n. 5 august 1963, Brussel, Comunitatea Francofonă din Belgia⁠(d), Belgia) este un filosof belgian. Este recunoscut pentru lucrările sale despre filosofia lui Alfred North Whitehead (1861-1947).

## Studii
Michel Weber a studiat știinte economice aplicate la Universitatea Saint-Louis - Bruxelles⁠(d) (inginer comercial, 1986) și filosofie la Universitatea Catolică din Louvain-la-Neuve (obținând licența în filosofie în 1991, doctoratul în 1997). Lucrarea de diplomă, scrisa sub coordonarea științifică a lui Jean Ladrière, este despre conceptul filosofic al finalității și statutul epistemologic al principiului antropic. În perioada 1993-1995 a fost „visiting scholar” la Center for Process Studies la Școala de Teologie din Claremont și la Universitatea Claremont Graduate⁠(d), Claremont]⁠(d), California (Statele Unite). Aici și-a realizat studiile doctorale despre John B. Cobb Jr.⁠(d) și David Ray Griffin⁠(d). În 1997, își susține teza doctorală redactată sub coordonarea științifică a lui Marcel Crabbé: Intuiție presistematică și intuiție ontologică la Alfred North Whitehead. Euristica pancreativismului epocii Harvard.

## Activitate științifică
Din 1997 până în 2002 este membru cooptat la Centre de Logique de l’Institut supérieur de Philosophie (Université de Louvain). În perioada 2001-2002 este lector la École européenne Bruxellensis II Arhivat în 27 septembrie 2013, la Wayback Machine. (filosofie, sectia anglofona). Din 2002 până în 2007 este colaborator științific la Centre d’anthropologie philosophique de l’Institut supérieur de Philosophie (Université de Louvain). În 2002, lucrarea sa La dialectique de l’intuition chez A. N. Whitehead. Sensation pure, pancréativité et onto-logisme este încununată de către Secția Litere a Academiei Regale din Belgia. [Vezi Jean Ladrière, Marc Richir, Jacques Taminiaux, « Rapports des Commissaires », Académie Royale de Belgique, Bulletin de la Classe des Lettres et des Sciences Morales et Politiques, 6e série, Tome XI, Bruxelles, 2000, pp. 122–126.]
În 2000, M. Weber creează, cu sprijinul lui François Beets și al lui Paul Gochet (Université de Liège), les «Chromatiques whiteheadiennes» Arhivat în 27 aprilie 2021, la Wayback Machine. și «Whitehead Psychology Nexus», doua societăți savante care vizează să adune cercetările pe diferite aspecte, nuanțe și implicații ale gândirii lui A. N. Whitehead.
În 2001, el creează « European William James Project » cu Jack Barbalet (University of Leicester), Jaime Nubiola (Universidad de Navarra) și regretatul Timothy L. S. Sprigge (Emeritus Edinburgh). 
În 2002, creează seminariile de cercetare « Chromatiques whiteheadiennes » în colaborare cu echipa « Philosophies de l'expérience » a Departamentului de Filosofie al Université de Nantes și Centrul de Studii despre Pragmatism și Filosofie Analitică (CEPPA — redenumit EXeCO), Université Paris 1 Panthéon Sorbonne-École Doctorale. 
Din 2004, coordonează la Ontos Verlag (Frankfurt) colecția «Chromatiques whiteheadiennes» și coordonează împreună cu alte persoane Ontos Verlag, colecția « Process Thought » (cu Nicholas Rescher (Pittsburgh) și Johanna Seibt (Aarhus & Konstanz) ; Advisory Board : Mark Bickhard (Lehigh), Jaime Nubiola (Navarra) și Roberto Poli (Trento)).
Începând cu anul 2005, el co-editează Chromatikon. Annuaire de la philosophie en procès — Yearbook of Philosophy in Process la Presses universitaires de Louvain : la început cu Diane d'Eprémesnil (Louvain), apoi cu Pierfrancesco Basile (Universität Bern), și în cele din urmă cu Ronny Desmet (Vrije Universiteit Brussel).
În 2006, fondează Centrul de filosofie practică «Chromatiques whiteheadiennes», asociație non-profit (Monitorul belgian 08/11/2006). Centrul reunește cele trei rețele menționate mai sus («Chromatiques whiteheadiennes», «Whitehead Psychology Nexus» și «European William James Project») și oferă un temei juridic noilor sinergii: pe de o parte, publicațiile științifice realizate sub egida « Les Éditions Chromatika » ; și pe de altă parte, deschiderea la Bruxelles a primului cabinet filozofic francofon din Belgia. Puțin cunoscut în francofonie, «practica» filozofică — sau «praxis philosophique» — este o activitate care își are rădăcinile în moștenirea socratică. A face proba filosofiei, înseamnă a se supune exigenței vieții autentice, așa cum conduce ea un tip particular de dialog: dialogul maieutic, cel care naște suflete. Putem arăta ceea ce face specificitatea sa independent de disciplinele existente deja în domeniul sănătății mentale. Pe de altă parte, viziunea praxică este holistică (vizitatorul este primit în opacitatea sa, nu prea clară, printr-un sistem arbitrar) și salubră (vizitatorul este considerat ca un individ care se știe sfânt, nu pacient care se crede bolnav) ; pe de altă parte, eficacitatea praxică este fructul unei ascultări necondiționate exploatând sensul comun al vizitatorului, înainte să propună o recapitulare care se vrea în același timp mobilizatoare și revigorantă. Din 2007, el este membru al rețelei « Contemporary ontological visions » a Institutului pentru cercetare filozofică al Academiei Bulgare de Științe.
În perioada 2008–2009, el este profesor invitat la New Bulgarian University, Departmentul de Științe cognitive și Filozofie & Departamentul de Filozofie și Sociologie. În perioada 2008–2009, se specializează în hipnoterapia traumei cu Gérald Brassine (Institut Milton Erickson, Bruxelles). 
A organizat în iulie 2010 și iulie 2011, la Fondation Biermans Lapôtre (Cité universitaire, Paris), o universitate de vară (« Applied Process Metaphysics Summer Institute ») cu scopul de a introduce toate fațetele filozofiei ultimului Whitehead.

## Publicații științifice

### Monografii
- La Dialectique de l’intuition chez A. N. Whitehead: sensation pure, pancréativité et contiguïsme. Préface de Jean Ladrière. Mémoire couronné par la Classe des Lettres et des Sciences morales et politiques de l’Académie Royale de Belgique, Frankfurt / Paris, Ontos Verlag, 2005 (ISBN 3-937202-55-2).
- Whitehead’s Pancreativism. The Basics. Foreword by Nicholas Rescher, Frankfurt / Paris, Ontos Verlag, 2006 (ISBN 3-938793-15-5).
- L’Épreuve de la philosophie. Essai sur les fondements de la praxis philosophique, Louvain-la-Neuve, Éditions Chromatika, 2008 (ISBN 978-2-930517-02-5).
- Éduquer (à) l’anarchie. Essai sur les conséquences de la praxis philosophique, Louvain-la-Neuve, Éditions Chromatika, 2008. (ISBN 978-2-930517-03-2).
- (with Jean-Claude Dumoncel) Whitehead ou Le Cosmos torrentiel. Introductions à Procès et réalité Arhivat în 16 februarie 2016, la Wayback Machine., Louvain-la-Neuve, Éditions Chromatika, 2010 (ISBN 978-2-930517-05-6).
- Whitehead's Pancreativism. Jamesian Applications, Frankfurt / Paris, ontos verlag, 2011 (ISBN 978-386838-103-0).
- Essai sur la gnose de Harvard. Whitehead apocryphe, Louvain-la-Neuve, Les Éditions Chromatika, 2011 (ISBN 978-2-930517-26-1).
- De quelle révolution avons-nous besoin ?, Paris, Éditions Sang de la Terre, 2013. (ISBN 978-2-86985-297-6)
- Ethnopsychiatrie et syntonie. Contexte philosophique et applications cliniques, La-Neuville-Aux-Joûtes, Jacques Flament Éditions, 2015. (ISBN 978-2-36336-210-0)

### Co-coordonare publicații colective
- James A. Bradley, André Cloots, Helmut Maaßen and Michel Weber (eds.), European Studies in Process Thought, Vol. I. In Memoriam Dorothy Emmet, Leuven, European Society for Process Thought, 2003 (ISBN 3-8330-0512-2).
- Franz Riffert and Michel Weber (eds.), Searching for New Contrasts. Whiteheadian Contributions to Contemporary Challenges in Neurophysiology, Psychology, Psychotherapy and the Philosophy of Mind, Frankfurt am Main, Peter Lang, Whitehead Psychology Nexus Studies I, 2003 (ISBN 3-631-39089-0).
- Michel Weber (ed.), After Whitehead: Rescher on Process Metaphysics, Frankfurt / Paris / Lancaster, Ontos Verlag, 2004 (ISBN 3-937202-49-8).
- François Beets, Michel Dupuis et Michel Weber (eds.), Alfred North Whitehead. De l’Algèbre universelle à la théologie naturelle. Actes des Journées d’étude internationales tenues à l’Université de Liège les 11-12-13 octobre 2001, Frankfurt / Paris / Lancaster, Ontos Verlag, 2004 (ISBN 3-937202-64-1).
- Michel Weber (sous la direction de) et Diane d'Eprémesnil (avec la collaboration de), Chromatikon. Annuaire de la philosophie en procès — Yearbook of Philosophy in Process, Louvain-la-Neuve, Presses universitaires de Louvain, 2005 (ISBN 2-87463-000-4).
- Michel Weber et Samuel Rouvillois (eds), L’Expérience de Dieu. Lectures de Religion in the Making. Actes du troisième Colloque international Chromatiques whiteheadiennes, Paris, Aletheia. Revue de formation philosophique, théologique et spirituelle, Hors série, 2006 (ISSN 1242-0832).
- François Beets, Michel Dupuis et Michel Weber (éds), La Science et le monde moderne d’Alfred North Whitehead — Alfred North Whitehead’s Science and the Modern World. Actes des Journées d’étude internationales tenues à l’Université catholique de Louvain, les 30-31 mai et 1er juin 2003 — Proceedings of the Second “Chromatiques whiteheadiennes” International Conference. Publiés avec le concours du FNRS, Frankfurt / Lancaster, Ontos Verlag, 2006 (ISBN 3-938793-07-4).
- Michel Weber and Pierfrancesco Basile (éds.), Subjectivity, Process, and Rationality, Frankfurt/Lancaster, Ontos Verlag, 2006 (ISBN 978-3-938793-38-1).
- Michel Weber et Pierfrancesco Basile (sous la direction de), Chromatikon II. Annuaire de la philosophie en procès — Yearbook of Philosophy in Process, Louvain-la-Neuve, Presses universitaires de Louvain, 2006 (ISBN 2-87463-027-6).
- Guillaume Durand et Michel Weber (éds), Les Principes de la connaissance naturelle d’Alfred North Whitehead — Alfred North Whitehead’s Principles of Natural Knowledge. Actes des Journées d’étude internationales tenues à l’Université de Nantes, les 3 et 4 octobre 2005 — Proceedings of the Fourth International “Chromatiques whiteheadiennes” Conference. Publiés avec le concours du Département de philosophie de l'Université de Nantes, Frankfurt / Paris / Lancaster, Ontos Verlag, Chromatiques whiteheadiennes IX, 2007. (ISBN 978-3-938793-64-0)
- Benoît Bourgine, David Ongombe, Michel Weber (éds.), Religions, sciences, politiques. Regards croisés sur Alfred North Whitehead. Actes du colloque international tenu à l’Université de Louvain les 31 mai, 1 et 2 juin 2006. Publiés avec le concours du FNRS, Frankfurt / Paris / Lancaster, Ontos Verlag, Chromatiques whiteheadiennes VI, 2007. (ISBN 978-3-938793-52-7)
- Michel Weber et Pierfrancesco Basile (sous la direction de), Chromatikon III. Annuaire de la philosophie en procès — Yearbook of Philosophy in Process, Louvain-la-Neuve, Presses universitaires de Louvain, 2007. (ISBN 978-2-87463-083-5)
- Michel Weber and Will Desmond (eds.), Handbook of Whiteheadian Process Thought, Frankfurt / Lancaster, Ontos Verlag, Process Thought X1 & X2, 2008. (ISBN 978-3-938793-92-3)
- Maria Pachalska and Michel Weber (eds.), Neuropsychology and Philosophy of Mind in Process. Essays in Honor of Jason W. Brown, Frankfurt / Lancaster, ontos verlag, Process Thought XVIII, 2008. (ISBN 978-3-86838-010-1)
- Michel Weber et Pierfrancesco Basile (sous la direction de), Chromatikon IV. Annuaire de la philosophie en procès — Yearbook of Philosophy in Process, Louvain-la-Neuve, Presses universitaires de Louvain, 2008. (ISBN 978-2-87463-137-5)
- Alan Van Wyk and Michel Weber (eds.), Creativity and Its Discontents. The Response to Whitehead's Process and Reality, Frankfurt / Lancaster, ontos verlag, 2009. (ISBN 978-3-86838-018-7)
- Peter Hare, Michel Weber, James K. Swindler, Oana-Maria Pastae, Cerasel Cuteanu (eds.), International Perspectives on Pragmatism, Newcastle upon Tyne, Cambridge Scholars Publishing, 2009. (ISBN 978-1-4438-0194-2)
- George Derfer, Zhihe Wang, and Michel Weber (eds.), The Roar of Awakening. A Whiteheadian Dialogue Between Western Psychotherapies and Eastern Worldviews(Whitehead Psychology Nexus Studies III), Frankfurt / Paris / Lancaster, ontos verlag, 2009. (ISBN 978-3-86838-039-2)
- Michel Weber and Anderson Weekes (eds.), Process Approaches to Consciousness in Psychology, Neuroscience, and Philosophy of Mind (Whitehead Psychology Nexus Studies II), Albany, New York, State University of New York Press, 2009 (ISBN 978-1-4384-2941-0 & ISBN 978-1-4384-2940-3).
- Michel Weber et Ronny Desmet (sous la direction de), Chromatikon V. Annuaire de la philosophie en procès — Yearbook of Philosophy in Process, Louvain-la-Neuve, Presses universitaires de Louvain, 2009. (ISBN 978-2-87463-191-7)
- Ronny Desmet and Michel Weber (edited by), Whitehead. The Algebra of Metaphysics. Applied Process Metaphysics Summer Institute Memorandum, Louvain-la-Neuve, Éditions Chromatika, 2010. (ISBN 978-2-930517-08-7)
- Michel Weber et Ronny Desmet (sous la direction de), Chromatikon VI. Annales de la philosophie en procès — Yearbook of Philosophy in Process, Louvain-la-Neuve, Éditions Chromatika, 2010. (ISBN 978-2-930517-10-0)
- Michel Weber et Ronny Desmet (sous la direction de), Chromatikon VII. Annales de la philosophie en procès — Yearbook of Philosophy in Process, Louvain-la-Neuve, Éditions Chromatika, 2011. (ISBN 978-2-930517-30-8)
- Michel Weber et Ronny Desmet (sous la direction de), Chromatikon VIII. Annales de la philosophie en procès — Yearbook of Philosophy in Process, Louvain-la-Neuve, Éditions Chromatika, 2012. (ISBN 978-2-930517-36-0)